# Bolboceras globosum
Bolboceras globosum är en skalbaggsart som beskrevs av François Louis Nompar de Caumont de Laporte 1840. Bolboceras globosum ingår i släktet Bolboceras och familjen Bolboceratidae. Inga underarter finns listade.